# 맥라렌 MP4-27
맥라렌 MP4-27(영어: McLaren MP4-27)은 보다폰 맥라렌 메르세데스가 2012년 포뮬러 원 시즌을 위해 제작된 포뮬러 원 머신이다. 섀시는 Paddy Lowe, Neil Oatley, Tim Goss, Andrew Bailey 및 John Iley가 설계했으며 메르세데스-벤츠 엔진으로 구동된다. 전 세계 챔피언 젠슨 버튼과 루이스 해밀턴이 운전했다. 그것은 Jerez de la 프론테라의 첫 번째 겨울 테스트 세션을 앞두고 서리 워킹주의 맥라렌 팀 기지에서 2월 1일에 처음 시작되었다.
2012년 컨스트럭터 챔피언십에서 7승 8폴 3위를 달성하였다.

## 디자인
MP4-27은 소위 "플래 티푸스"코가 없는 2012년 3대 중 하나였으며, 대신 점진적인 경사 코를 선택했다.Marussia F1 MR01과 HRT F112도 비슷한 낮은 코를 가지고 있다. F112는 그리드의 다른 차량에 비해 차량 앞부분에서 덜 뚜렷한 단계를 특징으로 했지만 동일한 차량에 규제 준수라는 두 가지 아이디어를 통합했다.

## 성능
맥라렌이 2009년과 2011년 시즌을 구축하면서 겪은 어려움 이후, MP4-27은 테스트에서 초기 가능성을 보여주었다. 이것은 루이스 해밀턴과 젠슨 버튼이 2009년 유럽 그랑프리 이후 첫 번째 레이스에서 1위와 2위를 차지한 호주 시즌의 첫 번째 레이스에서 확인되었다. 젠슨 버튼은 팀장 Martin Whitmarsh가 젠슨 버튼의 연료 부하를 계산하는 데 실수를 했다는 사실을 인정했음에도 불구하고 월리엄 해밀턴이 3위를 차지하면서 레이스에서 우승했다. 2009년 월드 챔피언은 8 번째 랩에서 "심각한 연료 절약 모드"에 진입했다.

## 경기 결과
굵게 표시된 결과는 극 위치를 나타낸다. 기울임 꼴로 표시된 결과는 가장 빠른 랩을 나타낸다
| 시즌 연도             | 참가자                   | 엔진                    | 타이어 | 드라이버      | 1   | 2   | 3   | 4   | 5   | 6   | 7   | 8   | 9   | 10  | 11  | 12  | 13  | 14  | 15  | 16  | 17  | 18  | 19  | 20  | 점수 | WCC |
| --------------------- | ------------------------ | ----------------------- | ------ | ------------- | --- | --- | --- | --- | --- | --- | --- | --- | --- | --- | --- | --- | --- | --- | --- | --- | --- | --- | --- | --- | ---- | --- |
| 2012년 포뮬러 원 시즌 | 보다폰 맥라렌 메르세데스 | 메르세데스-벤츠 FO 108Z | P      |               | AUS | MAL | CHN | BHR | ESP | MON | CAN | EUR | GBR | GER | HUN | BEL | ITA | SIN | JPN | KOR | IND | ABU | USA | BRA | 378  | 3위 |
| 2012년 포뮬러 원 시즌 | 보다폰 맥라렌 메르세데스 | 메르세데스-벤츠 FO 108Z | P      | 젠슨 버튼     | 1   | 14  | 2   | 18† | 9   | 16† | 16  | 8   | 10  | 2   | 6   | 1   | Ret | 2   | 4   | Ret | 5   | 4   | 5   | 1   | 378  | 3위 |
| 2012년 포뮬러 원 시즌 | 보다폰 맥라렌 메르세데스 | 메르세데스-벤츠 FO 108Z | P      | 루이스 해밀턴 | 3   | 3   | 3   | 8   | 8   | 5   | 1   | 19† | 8   | Ret | 1   | Ret | 1   | Ret | 5   | 10  | 4   | Ret | 1   | Ret | 378  | 3위 |

† 드라이버는 레이스를 끝내지 못했지만 레이스 거리의 90% 이상을 완주한 것으로 분류되었다.